# Angela Baca
Angela Tafoya Baca (Pueblo de Santa Clara, 6 de noviembre de 1927 - Pueblo de Santa Clara, 16 de febrero de 2014) fue una artista nativo americana, reconocida por su labor en la alfarería de redware (barro rojo) y blackware (barro negro), especialmente en la elaboración de cuencos con forma de melón y piezas decoradas con huellas de oso.
Fue una de las ceramistas con una trayectoria más longeva en el Pueblo de Santa Clara, en Nuevo México, donde residió toda su vida. Miembro del pueblo Tewa.

## Vida personal
Hija de Severa y Cleto Tafoya, su hogar de infancia, situado en el centro de la plaza del Pueblo de Santa Clara, fue posteriormente convertido en la Galería Merrock, un espacio gestionado por su sobrino Paul Speckled Rock.
Contrajo matrimonio con José Antonio "Tony" Baca, veterano de la Segunda Guerra Mundial que sirvió como soldado raso en el Ejército de los Estados Unidos. Tras la guerra, trabajó para la empresa Zia Company (posteriormente Johnson Controls), encargada de prestar servicios de apoyo al Laboratorio Nacional de Los Álamos, en Nuevo México. 
El matrimonio tuvo diez hijos, de los cuales cuatro —David, Darryl, Leona y Alvin— siguieron la tradición familiar y se convirtieron en alfareros del Pueblo de Santa Clara.
Angela Baca falleció el 16 de febrero de 2014 y fue sepultada en el Cementerio Nacional de Santa Fe.

## Creaciones artísticas

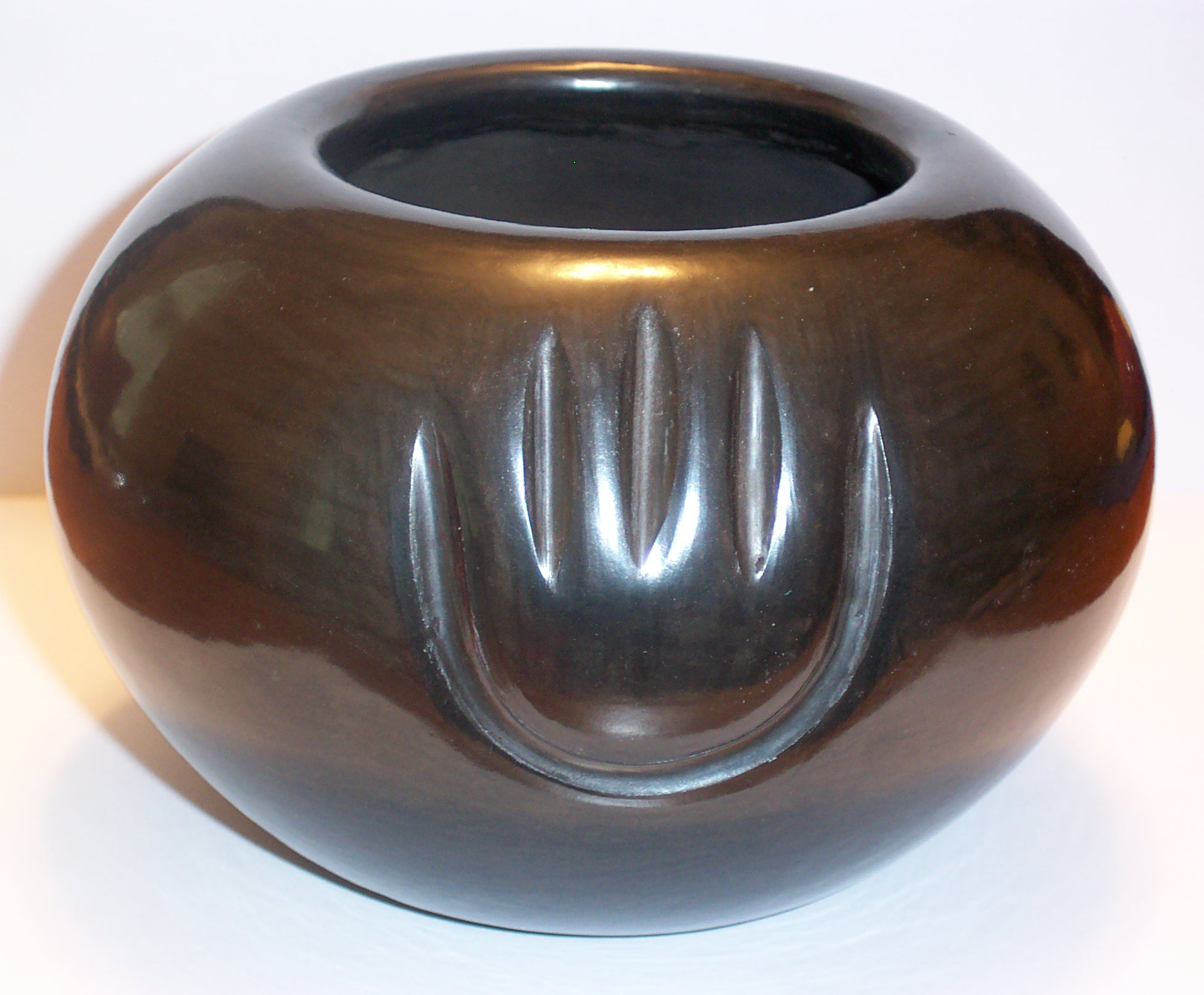
Cuenco de piedra negra pulida, con diseño de pata de oso, elaborado por Angela Baca.

Angela Baca aprendió técnicas de alfarería de su madre, Severa Tafoya, una conocida alfarera de Santa Clara Pueblo. Según Angela, su madre hacía cuencos de melón con crestas grandes y Angela decidió hacerlos con crestas más pequeñas. Su trabajo inicial ganó el primer premio en el Mercado Indio de Santa Fe, Santa Fe, Nuevo México, y decidió centrarse en cuencos de melón, tanto rojos como negros, aunque su trabajo también incluye otros diseños. Se la considera la matriarca de los alfareros del melón.  Una fotografía de Angela Baca en el Mercado Indio de Santa Fe en 1991 está disponible en la Colección de Archivos Fotográficos del Palacio de los Gobernadores .
Angela Baca aprendió las técnicas de alfarería de su madre, Severa Tafoya, una reconocida ceramista del Pueblo de Santa Clara. Según relató la propia Angela, su madre elaboraba cuencos con forma de melón de bordes pronunciados, mientras que ella optó por un diseño con crestas más pequeñas y delicadas.
Su primera obra, basada en esta variación estilística, obtuvo el primer premio en el Mercado Indígena de Santa Fe, (Santa Fe Indian Market), lo que la motivó a especializarse en cuencos melón, tanto en barro rojo como negro, aunque su producción también abarcó otros motivos decorativos. Es considerada la matriarca de esta tipología dentro de la alfarería de Santa Clara.
Una fotografía de Angela Baca tomada en 1991 durante el Mercado Indígena de Santa Fe forma parte de los archivos fotográficos del Palacio de los Gobernadores.
Cuatro de sus hijos continuaron con la tradición familiar de elaborar vasijas con diseño de melón. Sus hijos Darryl y Alvin Baca producen tanto cuencos como jarras melón; David "Yellow Mountain" Baca es conocido por sus cuencos con motivos de calabaza y sus piezas en forma de semilla de melón; mientras que su hija Leona Baca se especializa en versiones en miniatura de este tipo de cuencos. También su sobrina, Tina García, se dedica a la alfarería.

### Galardones
| Año  | Pos       | Premio                                                               |
| ---- | --------- | -------------------------------------------------------------------- |
| 1977 | 3.º       | Tercera posición: Tarro negro, Mercado Indio, Santa Fe, Nuevo México |
| 1979 | 2.º       | 2.º: melon bowl, Mercado Indio, Santa Fe, Nuevo México               |
| 1980 | 2.º / 3.º | lugar, Mercado Indio, Santa Fe, Nuevo México                         |
| 1981 | 2.º       | Mercado Indio, Santa Fe, Nuevo México                                |
| 1986 | 3.º       | Jarrón de boda, Mercado Indio, Santa Fe, Nuevo México                |
| 1992 | 3.º       | Tazón de melón negro, Mercado Indio, Santa Fe, Nuevo México          |

### Exposiciones
| Año     | Evento |
| ------- | --- |
| 1977-99 | Mercado indio, Santa Fe, Nuevo México                                                                                                 |
| 1979    | Antigua Compañía Comercial Santa Fe, Elgin, Illinois                                                                                  |
| 1984    | The Graphic Image, Millburn, Nueva Jersey (exposición en galería con María Martínez y Popovi Da, Blue Corn, Stella Chavarría y otros) |
| 1985    | Galería Sid Deusch, Nueva York, Nueva York (exposición en la galería con Margaret Tafoya )                                            |

También ha expuesto en Museo Heard, Phoenix, Arizona ; Museo Nacional del Indio Americano, Washington, D. C. ; Museo Wheelwright del Indio Americano, Santa Fe, Nuevo México.